# José Dörig
José Dörig, eigentlich Josef Anton Emil Dörig, (* 21. Februar 1926 in St. Gallen; † 6. Juni 1994) war ein Schweizer Klassischer Archäologe.

## Leben
José Dörig, Sohn eines Möbelfabrikanten, studierte ab dem Wintersemester 1946/47 Klassische Archäologie, Kunstgeschichte und Gräzistik an der Universität Basel, unterbrochen von Semestern in Paris (SS 1947) und München (SS 1950). 1954 wurde er bei Karl Schefold mit einer Dissertation zur Ikonographie der Titanomachie promoviert. Ab dem Winter 1954/55 war er drei Jahre Mitglied des Schweizer Instituts in Rom. Anschließend war er vorübergehend am Historischen Museum Basel angestellt und forschte mit einem Stipendium des Schweizerischen Nationalfonds zu tarentinischen Terrakotten. Von 1959 bis 1962 war er Referent für die Fotothek an der Abteilung Athen des Deutschen Archäologischen Instituts. Anschließend war er bis 1965 wissenschaftlicher Assistent bei Walter-Herwig Schuchardt an der Universität Freiburg, wo er 1965 auch habilitiert wurde. 1968 wurde er Professor für Klassische Archäologie an der Universität Genf, zunächst als Extraordinarius, von 1971 bis zu seinem Tod als Ordinarius.
1962 wurde er korrespondierendes, 1967 ordentliches Mitglied des Deutschen Archäologischen Instituts.

## Veröffentlichungen (Auswahl)
Siehe Frederike van der Wielen, Martha Rohde-Liegle: Bibliographie José Dörig. In: Antike Kunst 37, 2, 1994, S. 123–129.
- mit Olof Gigon: Der Kampf der Götter und Titanen (= Bibliotheca Helvetica Romana. Bd. 4). Graf, Olten u. a. 1961 (Druck der Dissertation).
- mit John Boardman, Werner Fuchs, Max Hirmer: Die griechische Kunst. Hirmer, München 1966.
- La frise est de l’Héphaisteion. Zabern, Mainz 1985.